# Cressonomyia hinei
Cressonomyia hinei är en tvåvingeart som först beskrevs av Cresson 1922.  Cressonomyia hinei ingår i släktet Cressonomyia och familjen vattenflugor. Inga underarter finns listade i Catalogue of Life.